# Jan Mühlstein
Jan Mühlstein (* 3. Juli 1949 in Most, Tschechoslowakei) ist ein deutscher Journalist und Verbandsfunktionär von Organisationen des Reformjudentums. Von 1999 bis 2011 war er Vorsitzender der Union progressiver Juden in Deutschland.

## Leben
Mühlstein wuchs in einer deutschsprachigen jüdischen Familie auf, die traditionell ein liberales Judentum vertrat. 1967 begann er ein Physikstudium an der Karls-Universität Prag. Nach der Niederschlagung der Reformbewegung des sogenannten Prager Frühlings, an der Mühlstein aktiv teilnahm, emigrierte er 1969 in die Bundesrepublik Deutschland. Ab 1970 studierte er Physik an der Ludwig-Maximilians-Universität München und promovierte 1977 in theoretischer Quantenoptik. Anschließend war er vier Jahre in der Projektleitung Energieforschung der Kernforschungsanlage Jülich tätig. Von 1982 bis zum Eintritt in den Ruhestand im Juni 2016 arbeitete Mühlstein als Wirtschaftsjournalist in München und war stellvertretender Chefredakteur des energiewirtschaftlichen Fachblattes Energie & Management (E&M).
Mühlstein war von 1977 bis 1978 Vorstandsmitglied der bundesdeutschen Sektion von amnesty international. Er ist Mitbegründer der liberalen Jüdischen Gemeinde Beth Shalom in München, deren Vorsitzender er von 1995 bis 2005 und von Mai 2011 bis März 2019 war. Seit Mai 2020 ist er Vorsitzender des Vorstandes der Stiftung Synagoge Beth Shalom. Von 1999 bis 2011 war er Vorsitzender der Union Progressiver Juden in Deutschland. Er setzte sich dabei insbesondere für die religiöse Pluralität innerhalb der jüdischen Gemeinschaft ein.
Mühlstein ist mit der Ärztin Verena Mühlstein (* 1953) verheiratet, Autorin einer Biografie über Albert Schweitzers Ehefrau Helene Bresslau und ebenfalls in Beth Shalom aktiv. Eine seiner drei Töchter wurde im Juli 2012 in London als Rabbinerin ordiniert.

## Auszeichnungen
- 2012: Journalistenpreis des Bundesverbands Kraft-Wärme-Kopplung[10]
- 2012: Israel-Jacobson-Preis der UPJD[11]
- 2014: Abraham-Geiger-Plakette des Abraham Geiger Kollegs, Potsdam[12]
- 2017: Bundesverdienstkreuz am Bande des Verdienstordens der Bundesrepublik Deutschland[13]
- 2017: Bayerische Verfassungsmedaille in Silber[14]